# Valkoisenlähteentie
Valkoisenlähteentie est une rue de Vantaa en Finlande,.

## Présentation
La rue l'un des axes transversaux les plus importants de Vantaa.
Il se compose de trois parties : Valkoinenlähteentie et Valkoinenlähteentie occidentale et Valkoinenlähteentie orientale.
Les sections ouest et médiane forment une seule section d'un peu plus de quatre kilomètres, tandis que la section orientale est séparée pour le moment.
L'enselble de six quartiers, a été construit progressivement et la rue n'est pas encore terminée. Une fois terminée, la connexion s'étendra de la Tuusulanväylä à la Lahdenväylä et jusqu'à la Lahdentie.
La rue a été appelée "la route d'entrée de Tikkurila".
La section ouest, ou Läntinen Valkoisenlähteentie, commence au rond-point près de l'aéroport d'Helsinki-Vantaa et de la Tuusulanväylä à Koivuhaka et passe par Viertola jusqu'à Tikkurila jusqu'à l'intersection de Talvikkitie, dont le point de repère est l'église orthodoxe de Tikkurila.
À Tikkurila, Valkoinenlähteentie passe sous la Ligne d'Helsinki à Tampere dans un coulour en béton entre Hiekkaharju et la gare de Tikkurila et continue jusqu'à Jokiniemi après le lycée de Tikkurila.
À Jokiniemi, la rue se termine au Keravanjokilaakso à la frontière orientale du quartier.
La partie la plus à l'est de la rue, ou Itäinen Valkoisenlähteentie, commence à environ un kilomètre à Hakkila, dans la zone industrielle où elle part de Vanha Porvoontie.
Cependant, la partie orientale de la rue est toujours divisée en deux parties : elle est divisée au milieu par la Lahdenväylä, et aucun passage souterrain prévu, un pont ou une jonction n'a encore été construit sur la section.
Du côté Est de la Lahtenväylä, la rue fait partie de Kuninkaanmäki.

## Bâtiments le long de la rue
Une église orthodoxe, l'église de l'Ascension du Christ, achevée en 1997 est située à l'intersection de Valkoinenlähtentie et Talvikkittie.
La rue est aussi bordée par le Lycée de Tikkurila, l'école de Jokiniemi, la scène Vantaa qui est un théâtre construit dans une ancienne grange.
Il y a aussi des parcs le long de la rue.
À Koivuhaka, la rue Läntinen Valkoisenlähteentie passe devant l'arboretum de Koivuhaka, et à Viertola, le long de la rue se trouve le parc sportif de Tikkurila. Le parc sportif d'Hiekkaharju se trouve à l'intersection de Valkoinenlähteenti et d’Urheilutie.

## Galerie

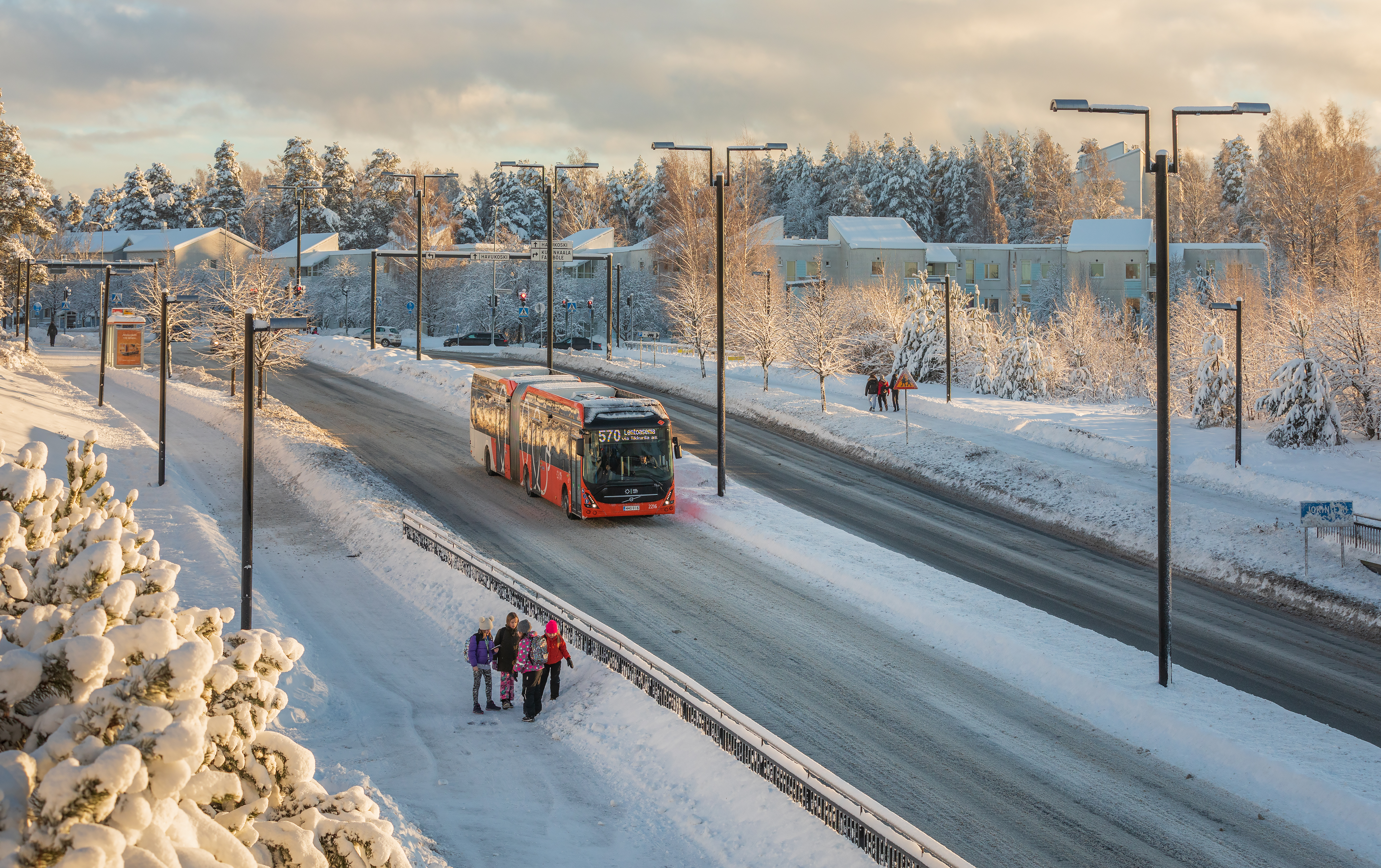
Bus runkolinja 570 sur la Valkoisenlähteentie
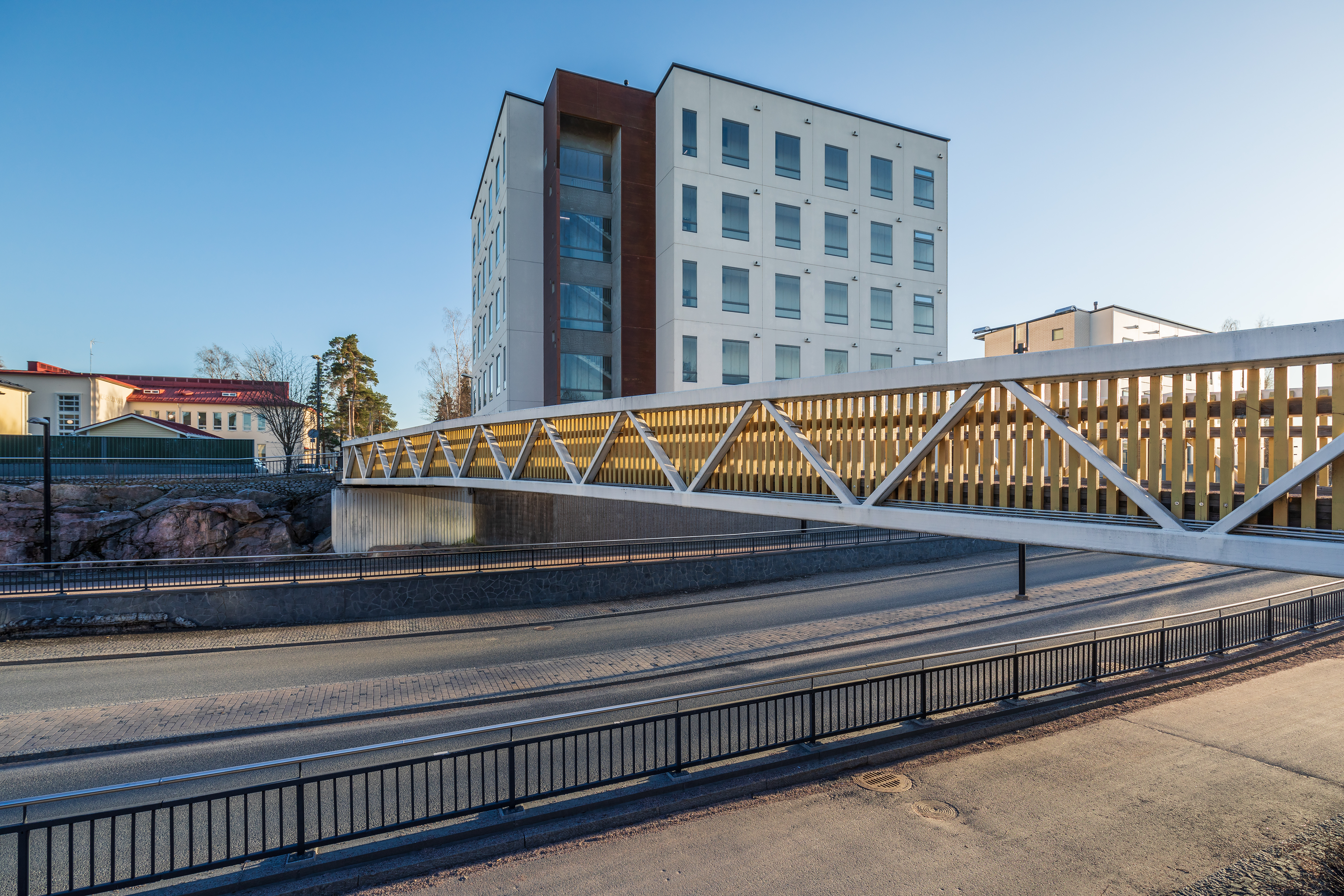
Pont de l'Orvokkitie sur la Valkoisenlähteentie.